# Percival Pembroke

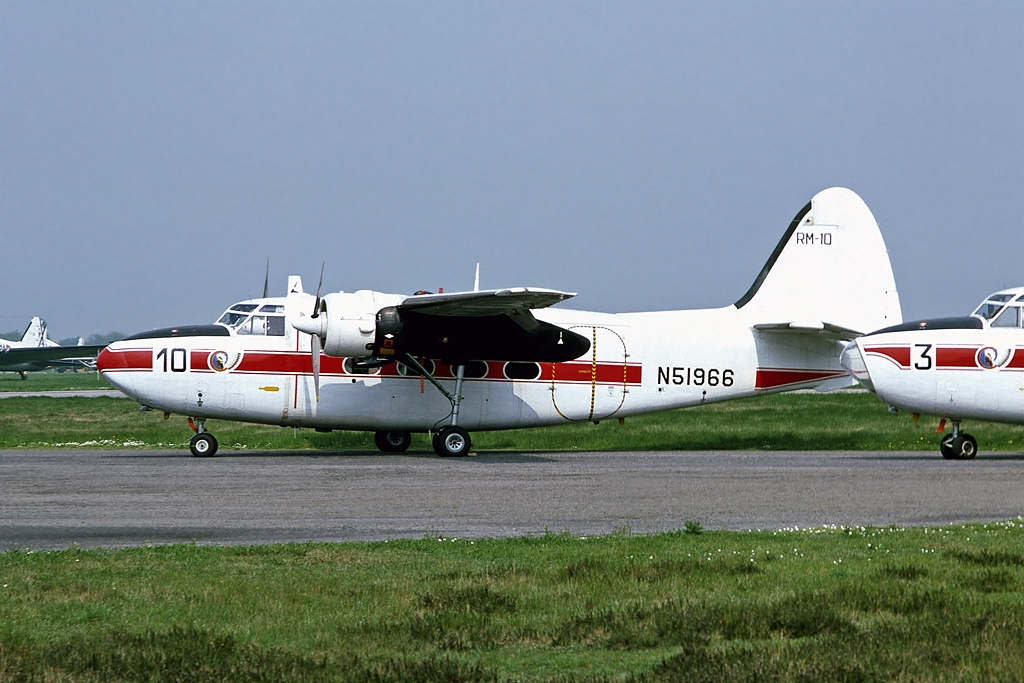
De voormalige RM-10 van de Belgische luchtmacht, met een Amerikaanse civiele registratie. De transparante neus van de vroegere RM-3 is rechts zichtbaar.

De Percival P.66 Pembroke is een Brits militair licht transportvliegtuig, tussen 1952 en 1958 gebouwd door de Percival Aircraft Company, later Hunting Percival Aircraft Ltd., op Luton Airport.

## Beschrijving
De Pembroke was een verbeterde versie van de Percival P.50 Prince, een klein naoorlogs transportvliegtuig waarvan een aantal varianten werd gebouwd. De Pembroke had een langere neus, een grotere spanwijdte en een grotere nuttige lading dan de Prince. Net zoals de Prince was het een hoogdekker, met twee Alvis Leonides stermotoren die driebladige propellers aandreven. Het intrekbaar landingsgestel bestond uit een neuswiel en twee hoofdwielen die in de motorgondels werden ingetrokken. Het toestel kon opereren vanaf kleine, onverharde vliegvelden.
De Pembroke was geschikt voor verschillende rollen. Voor personenvervoer konden maximaal 10, naar achter gerichte zitplaatsen geïnstalleerd worden. Als ambulancevliegtuig kon het zes brancards vervoeren. Het toestel kon ook als vrachtvliegtuig gebruikt worden. Het kon uitgerust worden met transparante panelen in de neus en de vloer voor luchtfotografie met verticale of schuin geplaatste camera's. Het kon ook dienen voor de opleiding van piloten en als vliegend klaslokaal. De fabrikant bood een civiele variant aan, de President, die in de eerste plaats als zakenvliegtuig was bedoeld met zes zitplaatsen, maar die ook kon gebruikt worden als klein verkeersvliegtuig voor maximaal 12 passagiers. Van de President zijn slechts vijf exemplaren gebouwd.

## RAF
De Royal Air Force plaatste in september 1951 een bestelling voor de Pembroke C.1. Het prototype vloog op 21 november 1952 en het toestel kwam in dienst bij de RAF in 1953. Er zijn 44 C.1s gebouwd. Zes Pembroke C(PR).1s werden geleverd voor luchtfotografie, en twee C.1s werden tot dezelfde standaard omgebouwd. De Pembrokes van de RAF werden in 1970 gerenoveerd om hun levensduur te verlengen. De laatste Pembrokes werden in 1988 uit dienst genomen.

## België
België bestelde 12 Pembrokes, die de Avro Ansons moesten vervangen. Ze kregen de aanduiding Pembroke C.51 en de Belgische registraties RM-1 tot en met RM-12. Een aantal ervan werd uitgerust voor luchtfotografie en werd gebruikt om karteringsfoto's te maken in opdracht van het toenmalige Militair Geografisch Instituut. Het eerste toestel werd op 17 februari 1954 aan de Belgische Luchtmacht overhandigd. Ze bleven in dienst tot 1976.
Twee Belgische Pembrokes zijn bewaard in eigen land: RM-4 in het Legermuseum in Brussel en RM-7 in de kazerne van de 15e Wing in Melsbroek.

## Andere gebruikers
Andere klanten van de Pembroke waren naast België de luchtmachten van Zuid-Rhodesië, Finland (exportversie C.53) en Zweden (C.52), evenals de West-Duitse Bundeswehr (C.54). De Zweden duidden hun Pembroke C.52 aan als de Tp 83. De C.55 was een exportversie voor Soedan. Ook in Denemarken, Malawi en Zambia is de Pembroke gebruikt.